# Narek Setaghyan
Narek Setaghyan Rehanyan (ur. 27 kwietnia 1990) – hiszpański zapaśnik armeńskiego pochodzenia, walczący w stylu klasycznym. Wicemistrz śródziemnomorski w 2015 roku.
Hiszpańskie obywatelstwo otrzymał w lipcu 2011 roku.